# Gregor (cycle littéraire)
 (décembre 2020).
Pour les articles homonymes, voir Gregor.
Gregor ((en) The Underland Chronicles) est une saga de cinq romans de fantasy de Suzanne Collins, publiée entre 2003 et 2007 aux États-Unis (éditions Scholastic Corporation), et entre 2012 et 2013 en France (éditions Hachette). On y suit Gregor, jeune garçon de 11 ans, qui vit à New York avec sa famille. Alors qu'il mène sa vie comme il peut, la curiosité de sa petite sœur Mouffle l'amène à découvrir un nouveau monde : La Souterre. Ce monde souterrain est peuplé d'humains à la peau translucide, mais surtout de créatures géantes, comme des cafards, des chauve-souris ou encore des rats.
L'intégralité de la série n'est actuellement plus disponible en langue française. 

## Livres

### Gregor et La Prophétie du Gris
Gregor et sa petite sœur Mouffle tombent au travers d'une trappe située dans la buanderie de leur immeuble. Ils atterrissent dans un lieu étrange, Régalia, ville principale de La Souterre, peuplée d'habitants à la peau translucide et d'animaux géants.
Dès son arrivée, Gregor est désigné comme Le Guerrier et sa sœur la Princesse d'une prophétie écrite des siècles auparavant par le fondateur de La Souterre, Bartholomé de Sandwich. Il se retrouve alors dans une quête mentionnée par la Prophétie du Gris, et plonge en plein cœur de la guerre qui fait rage entre les Souterriens et les Rongeurs.

### Gregor et La Prophétie du Fléau
Encore une fois, Gregor se retrouve concerné par une prophétie de Bartholomé de Sandwich. Cette fois-ci, les Souterriens ont enlevé sa petite sœur Mouffle pour la protéger et réclamer l'aide de Gregor. Les Régaliens arrivent à le convaincre de rejoindre cette nouvelle quête terrible : il faut que Le Guerrier tue Le Fléau, un dangereux rat qui pourrait conquérir La Souterre et anéantir les Souterriens.
Alors qu'il se découvre un nouveau talent terrifiant, il va aussi devoir faire appel à son sens moral pour prendre une décision loin d'être facile...

### Gregor et La Prophétie du Sang
Une mystérieuse épidémie anéantit La Souterre, et une prophétie semble annoncer qu'un remède existe. Gregor, pris en tenaille, se lance dans une quête désespérée pour trouver cet antidote tant désiré. Accompagné de Souterriens et mêmes de Rongeurs, ils traversent ensemble la Jungle hostile pour sauver leurs proches et leurs espèces.

### Gregor et La Prophétie des Secrets
Le Fléau a pris le contrôle des Rongeurs, et La Souterre subit un génocide sans précédent. Les pertes sont lourdes autant pour les Rats que les Souterriens. Gregor et ses amis doivent les arrêter s'ils veulent que leur monde survive, car Le Fléau n'est que rage et destruction.

### Gregor et La Prophétie du Temps
La paix fragile entre les Souterriens et les Rongeurs a été rompue, et tous les espoirs de Régalia reposent sur les épaules de Gregor. Il doit accepter son rôle de Guerrier et aider les humains. Mais La Prophétie du Temps annonce la mort du Guerrier et le combat final contre Le Fléau approche... Gregor doit choisir.

## Titres
- Gregor, La Prophétie du Gris, Paris, Hachette. trad. Laure Porché, 2012  (ISBN 978-2-01-202379-6) ; Paris, Livre de Poche. trad. Laure Porché, 2015.
- Gregor, La Prophétie du Fléau, Paris, Hachette. trad. Laure Porché, 2012.  (ISBN 978-2-01-202696-4) ; Paris, Livre de Poche. trad. Laure Porché, 2015.  (ISBN 978-2-01-167246-9)
- Gregor, La Prophétie du Sang, Paris, Hachette. trad. Laure Porché, 2012.  (ISBN 978-2-01-202697-1) ; Paris, Livre de Poche. trad. Laure Porché, 2016.  (ISBN 978-2-01-319306-1)
- Gregor, La Prophétie des Secrets, Paris, Hachette. trad. Laure Porché, 2013.  (ISBN 978-2-01-202698-8) ; Paris, Livre de Poche. trad. Laure Porché, 2016.  (ISBN 978-2-01-911008-6)
- Gregor, La Prophétie du Temps, Paris, Hachette. trad. Laure Porché, 2013.  (ISBN 978-2-01-202699-5) ; Paris, Livre de Poche. trad. Laure Porché, 2017.  (ISBN 978-2-01-911030-7)